# Copromyza stercoraria
Copromyza stercoraria är en tvåvingeart som först beskrevs av Johann Wilhelm Meigen 1830.  Copromyza stercoraria ingår i släktet Copromyza och familjen hoppflugor. Arten är reproducerande i Sverige. Inga underarter finns listade i Catalogue of Life.